# Dialineura affinis
Dialineura affinis är en tvåvingeart som beskrevs av Lyneborg 1968. Dialineura affinis ingår i släktet Dialineura och familjen stilettflugor. Inga underarter finns listade i Catalogue of Life.